# Andrzej Stopka

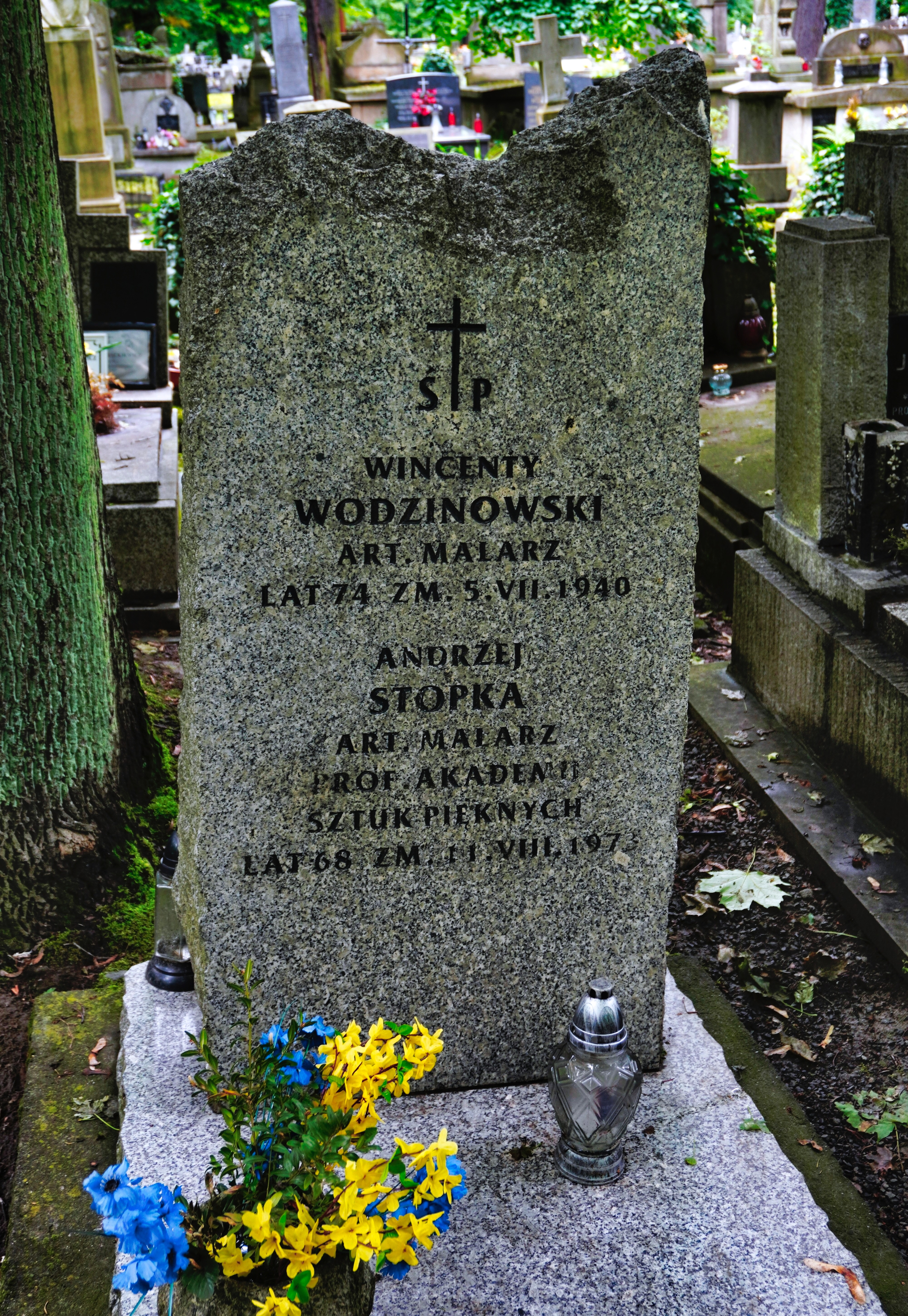
Grób Andrzeja Stopki na cmentarzu Rakowickim w Krakowie

Andrzej Wiesław Stopka (ur. 23 września 1904 w Siedlcu koło Krzeszowic, zm. 11 sierpnia 1973 w Krakowie) – polski scenograf, malarz i grafik.

## Życiorys
Urodził się w rodzinie Andrzeja Stopki Nazimka i Marianny (Marii Teresy) z Pruczków. Studiował w krakowskiej Akademii Sztuk Pięknych u profesorów Karola Frycza, Władysława Jarockiego i Józefa Mehoffera. Studia ukończył w roku 1931. 
W czasie okupacji niemieckiej współpracował z dr Ludwikiem Żurowskim w niesieniu pomocy Żydom w krakowskim getcie. Ukrywał w swoim mieszkaniu rodzinę Juliana Aleksandrowicza. 
Od 1945 roku zajmował się głównie scenografią. Uprawiał też karykaturę. Debiutował jako scenograf w krakowskim Teatrze Lalki i Aktora „Groteska” w roku 1945. Później tworzył scenografie dla innych teatrów krakowskich, a także dla Teatru Nowego w Łodzi oraz Teatru Narodowego w Warszawie. Projektował też scenografie do przedstawień baletowych. Najciekawsze scenografie Stopka stworzył do przedstawień reżyserowanych przez Kazimierza Dejmka. W 1950 roku został mianowany profesorem scenografii w Akademii Sztuk Pięknych w Krakowie. Do grona jego uczniów należeli m.in. Andrzej Kreütz-Majewski, Krzysztof Pankiewicz, Jan Polewka i Kazimierz Wiśniak. 
Jego karykatury osób z kręgu kultury polskiej wyróżniały się skrajną lakonicznością, często były zredukowane do kilku kresek. Publikował je w tygodnikach kulturalnych oraz w „Przekroju”. Często sygnował swoje karykatury rysunkiem stopki. Autor ilustracji w książkach.
Zmarł w Krakowie, pochowany na cmentarzu Rakowickim (kwatera VIII-3-17).
Razem z drugą żoną, Wincentyną Wodzianowską (1909–1991), został wyróżniony (pośmiertnie) Medalem Sprawiedliwy wśród Narodów Świata, przyznanym w 1982 przez Instytut Jad Waszem w Izraelu.

## Ordery i odznaczenia
- Krzyż Komandorski Orderu Odrodzenia Polski (1959)[5]
- Krzyż Kawalerski Orderu Odrodzenia Polski (22 lipca 1953)[6]
- Medal 10-lecia Polski Ludowej (28 stycznia 1955)[7]
- Medal Sprawiedliwy wśród Narodów Świata (pośmiertnie, 1982)[3]

## Nagrody
- Nagroda Ziemi Krakowskiej (WRN) za całokształt osiągnięć artystycznych i działalność społeczną (1950)
- Nagroda Artystyczna miasta Krakowa za działalność plastyczną (1954)
- Wyróżnienie Podkomitetu Literatury i Sztuki Nagrody Państwowej (zespołowe) za scenografię do sztuki Bertolta Brechta Kaukaskie kredowe koło w inscenizacji Ireny Babel w Teatrze im. J. Słowackiego w Krakowie (1955)[8]
- Nagroda Ministra Kultury i Sztuki I stopnia z okazji wystawy „Polskie dzieło plastyczne w 15-leciu PRL” (1963)
- Nagroda Ministra Kultury i Sztuki I stopnia za całokształt twórczości teatralnej i graficznej (1967)
- Nagroda Państwowa II stopnia za wybitne osiągnięcia w dziedzinie scenografii i nawiązywanie do polskich tradycji ludowych (1972)
- Nagroda Miasta Krakowa (1972)[9]